# Creu de terme (Borrassà)
La Creu de terme, o Creu de Sant Tomàs, és una creu de terme de Borrassà (Alt Empordà) inclosa a l'Inventari del Patrimoni Arquitectònic de Catalunya.

## Descripció
Situada a l'entrada del poble per la banda de llevant, al peu de la carretera que ve del veïnat de Vilamorell (GIV-5128).
Es tracta d'una creu llatina de pedra ubicada a la part superior d'una columna, que s'assenta damunt d'una base circular formada per quatre graons disposats en gradació. Aquest basament és bastit amb carreus de pedra desbastats. La columna és octogonal i presenta un petit basament a la part inferior i un capitell superior decorat amb simples motllures horitzontals. El capitell sustenta la creu flordelisada que presenta una imatge de Crist crucificat per un costat, i de la Verge amb Jesús infant per l'altra.